# Nhà Sasan
Vương triều Sasan (còn được biết đến dưới tên gọi Sassanid hoặc Nhà Sasan) là một vương triều đã sáng lập nên Đế quốc Sasan của Iran, trị vì đế quốc từ năm 224 cho tới 651 sau Công Nguyên. Bắt đầu với Ardashir I, người đã đặt tên cho vương triều nhằm vinh danh tổ tiên của mình, Sasan.
Shahanshah là nguyên thủ duy nhất, người đứng đầu quốc gia và đứng đầu chính phủ của đế chế. Đôi khi, quyền lực thực tế được chuyển sang cho các quan lại khác, đặc biệt là spahbed. Khi đế chế bị xâm lược bởi đế chế Hồi giáo caliphate vào năm 651, các thành viên trong gia đình hoàng gia đã chạy loạn sang Trung Quốc sau khi Yazdegerd III qua đời, nơi mà sau đó họ được chấp nhận làm thành viên của triều đình hoàng gia bởi Hoàng đế Cao Tông của nhà Đường. Mặc dù đã có nhiều nỗ lực để xâm chiếm Ba Tư Hồi giáo với sự hỗ trợ từ Trung Quốc, nhánh Sasanid này vẫn ở lại Trung Quốc vô thời hạn. Narsieh, cháu trai của Yazdegerd và thành viên Sasanid cuối cùng được ghi nhận tại Trung Quốc, đã nhận họ Lý (李) để tôn vinh gia đình hoàng tộc Trung Quốc.
Các hoàng gia Sasan tuyên bố có nguồn gốc từ dòng dõi Kayanid, một triều đại Ba Tư huyền thoại được đề cập trong Avesta, các văn kiện thánh của Hoả giáo, thường được cho là dựa trên thời kỳ cuối của triều đại Achaemenid. Theo đó, Dara II, vị vua Kayanid mà Sasan được cho là lấy làm nguồn gốc, có lẽ đã dựa trên Darius III, vị vua cuối cùng của nhà Archaemenid mà vương quốc của ông đã bị Alexander Đại Đế chinh phục, tương tự như Dara. Một phiên bản khác của câu chuyện lại tồn tại trong Kar-Namag i Ardashir i Pabagan, trong đó Ardashir được giới thiệu như là con trai của Sasan, một hậu duệ của Darius III, và một người con gái vô danh của Pabag, một lãnh chúa phong kiến ở Persis. Tuy nhiên, những phiên bản mâu thuẫn này đã khiến một số nhà sử học, như Touraj Daryaee, tin rằng Ardashir chỉ đơn giản là tuyên bố có nguồn gốc từ bất cứ ai thuận tiện nhất đối với ông. Việc liên hệ Ardashir với các triều đại Kayani huyền thoại qua biệt danh Kay, cùng với việc liên hệ mình với Sasan, một vị thần bảo hộ, và cả với Dara, có thể là sự kết hợp của Darius I và Darius III dưới triều đại Achaemenid, gợi ý về một nỗ lực được cho là để tuyên bố cội nguồn từ dòng dõi Achaemenid. Hơn nữa, cái tên "Sasan" được cho là được tạo thành từ biểu thức chữ viết "Ssn" trên các đồ vật và tư liệu khác, ngụ ý rằng Sasan dựa trên một vị thần Hoả giáo, mặc dù ông không được đề cập đến trong Avesta hoặc bất kỳ văn kiện Iran nào khác. Martin Schwartz mới đây đã chỉ ra rằng, vị thần được thể hiện trên các đồ gốm không hề liên quan đến "Sasan", mà để thể hiện "Ssn", một nữ thần Semitic cổ, được thờ phụng tại Ugarit trong thiên niên kỷ thứ hai trước Công nguyên. Từ "Sasa" được viết trên những đồng tiền được tìm thấy tại Taxila; nó có thể liên quan đến "Sasan", vì các biểu tượng trên đồng tiền cũng tương tự như đồng tiền của Shapur I, con trai của Ardashir. Shahnameh của Ferdowsi ghi nhận rằng, nguồn gốc Đông phương của Sasan có thể ngụ ý rằng gia đình ông có thể đến từ phương Đông, dường như là Ấn Độ. Với tất cả những điều này trong tâm trí, có thể cho rằng Ardashir đã tuyên bố nguồn gốc thần thánh của mình và người Sasan có thể đã nâng cấp vị trí của Sasan lên thành một vị thần.